# Tornehamn

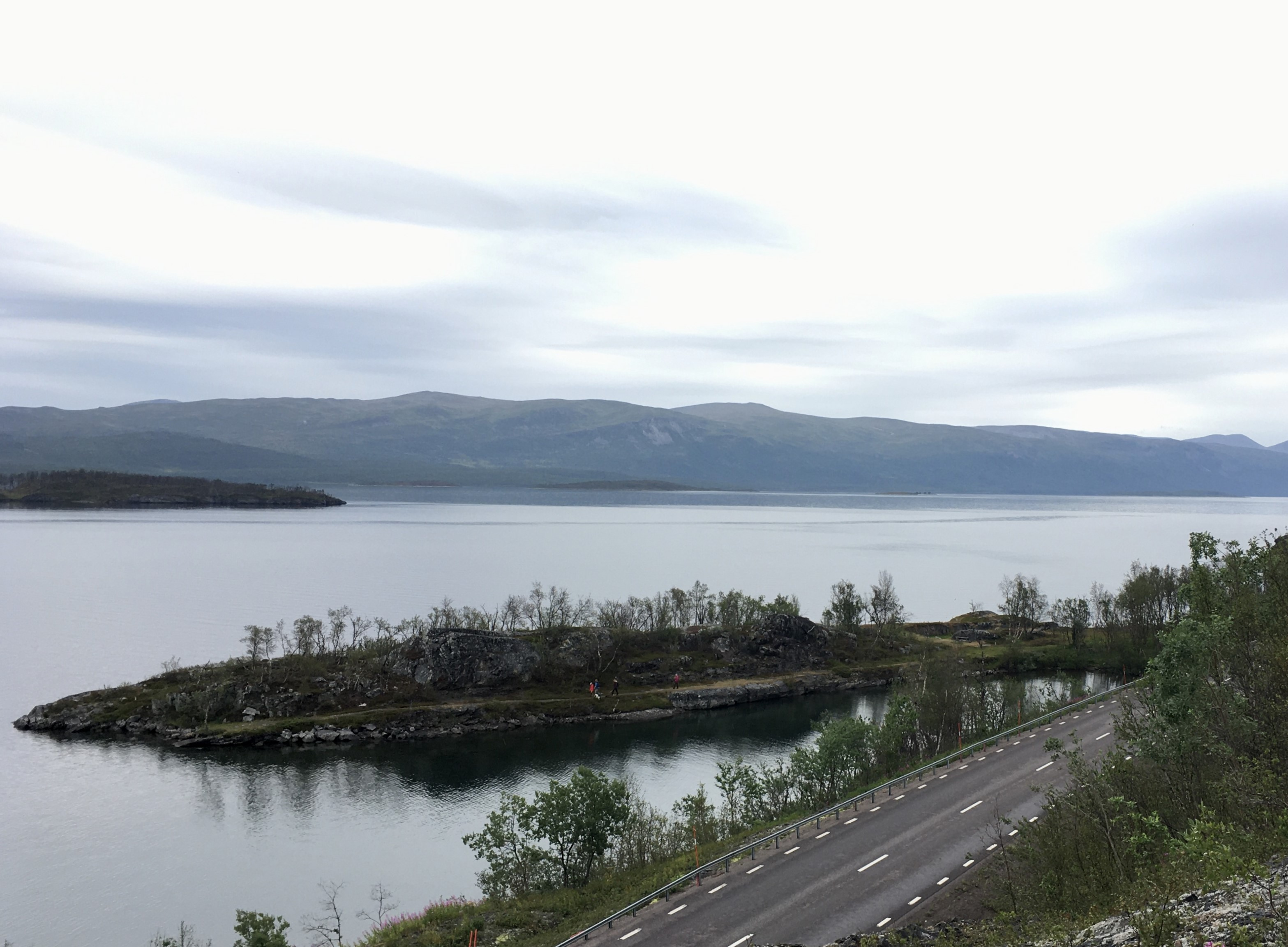
Hamnområdet i Tornehamn.

Tornehamn är en plats på västsidan av Torneträsk i Kiruna kommun. Platsen blev bebyggd i samband med bygget av Malmbanan.